# Dario Argento
Dario Argento (Rome, 7 september 1940) is een Italiaanse filmregisseur die wereldberoemd is om zijn stijlvolle en bloederige horrorfilms, waarmee hij een cultstatus heeft verworven. Zijn beroemdste film is de horrorklassieker Suspiria (1977).
Met zijn films had hij vooral in jaren 70 succes, terwijl hij de laatste twee decennia alleen nog maar een beperkt publiek van horrorfans aanspreekt. Argento heeft grote invloed gehad op de ontwikkeling van het horrorgenre en in technisch opzicht waren zijn films destijds baanbrekend revolutionair en hun tijd ver vooruit.
Dario Argento werd in 1940 in Rome geboren als de zoon van de Italiaanse filmproducent Salvatore Argento en een Braziliaans fotomodel. Dario stond z'n hele leven al midden in de filmwereld: hij claimde ooit dat zijn vroegste herinnering was dat hij op schoot zat bij Sophia Loren. Ook werkte hij als achtjarig jongetje al op de filmsets van zijn vader.
Toen Argento 18 jaar was en klaar was met school ging hij werken als filmcriticus voor de Roman Times. Enkele jaren later ging hij werken als scenarioschrijver. Hij schreef samen met Bernardo Bertolucci en Sergio Leone het script van de legendarische westernklassieker Once Upon a Time in the West (1968).

## De giallo-films
In 1970 maakte Argento z'n speelfilmdebuut met de thriller Bird with the Crystal Plumage, die door zijn vader geproduceerd werd. Deze film was een groot succes en liet al zien wat de stijl was voor de rest van alle andere Argento-films.
De film behoort tot het giallo-genre. Dit zijn Italiaanse thrillers waarin een moordmysterie centraal staat. Kenmerkend voor veel gialli is het bloedige geweld en de uitbundige vormgeving. Giallo betekent geel; het genre wordt zo genoemd omdat misdaadromans in Italië vanaf de jaren twintig vaak een gele kaft hadden.
De meestal goedkoop gemaakte giallo-films werden, mede dankzij Argento, in de jaren zeventig razend populair. Het gros van de films werd door critici beschouwd als exploitatie B-films, terwijl de cinema van Dario Argento beschouwd werd als avant-gardekunst. 
In 1971 en 1973 maakte Argento respectievelijk Il gatto a nove code en Quattro mosche di velluto grigio, beide films vormden samen met The Bird with the Crystal Plumage (L'uccello dalle piume di cristallo) de zogeheten "dierentrilogie". Alle drie de films zijn  stilistisch overeenkomsitge films die de naam van een dier in de titel hebben. 
In 1975 behaalde Argento grote successen met Profondo rosso, volgens velen de beste 
giallo ooit gemaakt.

## De horrorfilms
Later in de jaren zeventig sloeg Argento een nieuwe weg in door bovennatuurlijke elementen in zijn films te verwerken. Ook werd het verhaal steeds minder belangrijk en moeilijker te volgen, hetgeen de mysterieuze sfeer alleen maar versterkte. Argento brak met traditionele conventies van ensceneren en ging rijkelijk experimenteren met vormgeving, beeld, geluid en muziek.
In 1977 bereikte Argento zijn commercieel en artistiek hoogtepunt met Suspiria, een dromerig gruwelsprookje dat door sommigen gezien wordt als de beste horrorfilm ooit gemaakt. 
Deze film had nauwelijks een verhaal en was meer een aaneenschakeling van beeldschone gruwelscènes, spectaculaire camerabewegingen, felgekleurde decors en vreemde geluidseffecten. 
Vrijwel de gehele film wordt begeleid door een uitzinnige score van de rockband Goblin.
Deze niet aflatende stortregen van zeer gewelddadige scènes en shock-effecten zorgde voor een overdonderend effect op de kijker. Een criticus omschreef de film eens als een eindeloze nachtmerrie die voelt als een achtbaanrit.
Argento had de smaak flink te pakken en ging nog veel verder met Inferno. Deze satanische en zwaar occulte horrorfilm die zich in een hotel in New York afspeelt, ging verder waar Suspiria eindigde, een waanzinnige vormgeving, veel geweld, veel technische experimenten en wederom een abstract verhaal. Deze film sloeg echter niet aan bij het publiek. Veel experimenten hadden niet het gewenste effect op de kijker en, hoewel Inferno wordt beschouwd als Argento's meest originele film, was hij commercieel een mislukking.

## De mindere jaren
Na het floppen van Inferno wilden nog maar weinig producenten geld steken in de films van Argento. Bovendien betekende de opkomst van televisie, video en een steeds grotere Amerikaanse concurrentie het einde van de Italiaanse exploitatiecinema.
Argento moest zijn genoegen nemen met low-budgetthrillers die veel conventioneler waren dan zijn vroegere werk. Opmerkelijk aan al deze films is dat enerzijds de techniek en de vormgeving zeer indrukwekkend zijn terwijl de inhoud juist tegenvalt.
Tenebrae (1982) werd vooral beroemd om een onafgebroken camerashot van 2,5 minuten waarin een camera langs de voorgevel van een huis omhoog klimt, over het dak zweeft en aan de achterkant weer omlaag glijdt. Voor dit shot experimenteerde Argento met de Luma crane, een kraan die sindsdien veel gebruikt wordt in films. Phenomena (1985) staat bekend om de lugubere special effects en om de vele steadycamshots. Opera (1987) schreef geschiedenis vanwege een shot waarin een kogel in slow-motion dwars door een menselijk oog gaat en vanwege een subjectief camerashot vanuit het standpunt van een vliegende kraai.

## In Hollywood
Na de teloorgang van de Italiaanse exploitatie cinema verhuisde Argento naar Hollywood in de hoop dat hij daar meer projecten kon verfilmen. Deze Hollywood-carrière zou slechts twee films opleveren: in 1990 maakte hij samen met George A. Romero het tweeluik Two Evil Eyes en in 1993 de geflopte film Trauma.

## De laatste jaren
Na het mislukken van zijn loopbaan in Hollywood is Argento teruggekeerd naar Italië. Hij heeft zijn eigen productiemaatschappij Medusa films waarmee hij volledig onafhankelijk low-budgetfilms maakt. Veel van deze films kwamen wel in Italië in de bioscoop maar werden hier alleen op video uitgebracht. 
In 1996 maakte hij The Stendhal Syndrome, de eerste Italiaanse film waarin digitale animatie-effecten werden gebruikt en de eerste film die deels werd opgenomen in het museum van Florence.
In 1998 maakte hij met The Phantom of the Opera een enorme flop, volgens velen de slechtste Italiaanse film aller tijden.
In 2001 maakte Argento met Sleepless weer een ouderwetse giallo.
De laatste jaren maakte Argento achtereenvolgens The Card Player (2004) en Do You Like Hitchcock? (2005). In 2005 en 2006 heeft Argento ook twee films gemaakt voor de televisieserie Masters of Horror, respectievelijk Jenifer en Pelts.
Het laatste deel van zijn Three Mothers-trilogie, La Terza Madre (The Third Mother) verscheen in 2007.
In 2009 keerde hij terug naar de giallo met Giallo en in 2012 maakte hij een Dracula-film (Dracula 3D.)

## Privéleven
Argento heeft een relatie gehad met actrice Daria Nicolodi (die in een aantal van zijn films speelt). Hun dochter Asia Argento is ook actrice.
Uit een eerdere relatie heeft hij nog een dochter gekregen, Fiore Argento.

## De stijl van Dario Argento
De films van Argento vertonen stilistische overeenkomsten. Hier volgen een aantal van de meest opvallende Argento-handelsmerken.

### Inhoudelijke handelsmerken
1. In veel films van Argento raakt een onschuldig iemand bij toeval betrokken bij een moord (vaak is hij getuige). De politie verdenkt de hoofdpersoon juist zelf van deze moord en hij moet zelf op onderzoek uitgaan om zijn onschuld te bewijzen.  Hij wordt geterroriseerd door de moordenaar en ontsnapt meerdere keren aan de dood. Tijdens de film gaat de hoofdpersoon op zoek naar de moordenaar. Opvallend is dat deze hoofdpersoon altijd een bepaald artistiek beroep uitoefent: bv. een componist in Deep Red, een drummer in Four Flies on Grey Velvet, een ballet danseres in Suspiria, een opera zangeres in Opera en een schrijver in Inferno en The Bird with the Crystal Plumage. Is het hoofdpersonage een man dan raakt hij tijdens het verhaal verliefd op een vrouw die hem helpt bij het onderzoek, is de hoofdpersoon een vrouw dan is het omgekeerd.
2. De meeste films van Argento gaan over seriemoordenaars. In de meeste van zijn films leidt een moord tot nog vele andere moorden die meestal worden gepleegd door dezelfde dader. Tot op het einde blijft de identiteit van de moordenaar onduidelijk totdat hij op het einde door de hoofdpersoon ontmaskerd wordt. De dader blijkt een totaal ander iemand te zijn dan je verwacht en vaak liggen zijn/haar motieven in een jeugdtrauma.
3. Een steeds terugkerend kenmerk is dat de hoofdpersoon iets heeft gezien of gehoord maar dat hij/zij niet meer precies weet wat. De hoofdpersoon probeert zich te herinneren wat er precies gebeurde en er zijn steeds fragmenten van de scène uit het begin van de film. In het hoofd van hoofdpersoon wordt het beeld steeds vervormd, pas op het einde weet hij/zij weer precies wat er gebeurde. Dan wordt de scène uit het begin opnieuw afgespeeld, de scène speelt een rol in de ontknoping.
4. De ontknoping vindt vaak plaats aan de hand van een wetenschappelijk feit. Bijvoorbeeld: in The Bird with the Crystal Plumage wordt de moordenaar ontdekt aan de hand van een vogelgeluid dat hoorbaar is op de achtergrond van een telefoongesprek. De zeldzame vogel blijkt zich maar op een plek in Rome te bevinden en verraadt zo de locatie van de moordenaar. In veel van Argento's films zitten dit soort ontknopingen: in Four Flies on Grey Velvet wordt de dader herkend aan de hand van het dode netvlies op de ogen van een van z'n slachtoffers en in The Cat o Nine Tails aan de hand van een genetisch onderzoek.
5. Argento heeft in zijn scenario's een fascinatie voor voyeurisme. Zowel de hoofdpersoon als de moordenaar houdt ervan mensen te begluren.
6. Identiteitsverwisselingen en dubbelgangers komen vaak voor.
7. Argento is berucht om zijn extreme en verrassende plotwendingen. Hij laat het verhaal plotseling 180 graden draaien. Bijvoorbeeld: iemand die dood was blijkt nog te leven, iemand die bijna zeker de moordenaar was, blijkt op het laatst toch onschuldig te zijn, twee personen blijken samen één persoon te zijn of omgekeerd.
8. Argento was ook vooruitstrevend door regelmatig één of meerdere homoseksuele personages in zijn films te laten verschijnen.

### Visuele kenmerken
1. De moordenaar blijft zo lang mogelijk buiten beeld. Het enige wat je van de moordenaar te zien krijgt, zijn close-ups van handen, gehuld in zwartleren handschoenen, die een moordwapen (bijna altijd een mes) vasthouden. Soms worden zie je ook een extreme close-up van het oog van de moordenaar. Ook maakt Argento continu gebruik van het subjectieve shot: een camera die filmt door de ogen van de moordenaar. Pas op het allerlaatst komt de moordenaar in beeld.
2. De moordpartijen zijn extreem gewelddadig, sadistisch, smerig en bloederig. Argento laat in minutenlange scènes zien hoe iemand achtervolgd wordt door de moordenaar en probeert te vluchten. Zijn vluchtpoging mislukt en hij wordt op originele en vaak spectaculaire wijze gedood. Argento maakt hierbij vaak gebruikt van extreme close-ups van wonden.
3. De decors en gebouwen in de films van Argento zijn gebouwd in jugendstil of art-deco-stijl.
4. Decors en kostuums hebben vaak felle primaire kleuren, zoals scharlaken, rood, blauw of geel.
5. Zijn films worden meestal begeleid door muziek gecomponeerd en uitgevoerd door een rock- of heavymetalband.
6. Argento filmt normale, alledaagse dingen (bijvoorbeeld een druppelende kraan, een knipperende gloeilamp, een ventilator of een telefoon) en brengt deze op een vreemde griezelige manier in beeld zodat ze uit hun verband worden gerukt en surrealistisch worden. Ze dragen bij aan de spanning van de film terwijl er niet eens iets gebeurt.
7. Bizarre overdreven geluidseffecten (zoals hijgende stemmen, stromend water of voetstappen) voeren de spanning nog verder op al zijn ze soms niet eens relevant binnen het verhaal. Met geluidseffecten wordt een soort muziek gemaakt.
8. Muziek wordt vaak gemaakt door de psychedelische rockband Goblin. Ook beroemd componist Ennio Morricone heeft meerdere films van Argento gecomponeerd.
9. Grote totaalshots vanuit ongewone standpunten.
10. Lange rijdende shots.
11. Veel subjectieve camerashots.
12. Vaak een travelling shot over het gereedschap van de moordenaar.
13. Argento heeft vaak een cameo-optreden aan het begin van de film. Hij speelt dan vaak de rol van arts of politie-inspecteur. Bij Suspiria spreekt hij de voice-over in.
14. Vaak een shot van een camera die door rode gordijnen gaat.
15. Maakt veel gebruik van spiegels.

## Filmografie

### Alleen als scenarioschrijver en producer
- Scusi, lei è favorevole o contrario? (1966)
- Today We Kill... Tomorrow We Die! (1968)
- Comandamenti per un gangster (1968)
- Commandos (1968)
- La rivoluzione sessuale (1968)
- Once Upon a Time in the West (1968)
- Cemetery Without Crosses (1969)
- Metti, una sera a cena (1969)
- Probabilità zero (1969)
- Legion of the Damned (1969)
- The Five Man Army (1969)
- La stagione dei sensi (1969)
- Così sia (1973)
- Dawn of the Dead (1978) - Europese versie, onvermeld
- Martin (1978) - Europese versie, onvermeld
- Demons (1985)
- Demons 2: The Nightmare Begins (1986)
- La chiesa (1989)
- La Setta (1991)
- Wax Mask (1997)
- Scarlet Diva (2000)

### Regie
- The Bird with the Crystal Plumage (1970)
- The Cat o' Nine Tails (1971)
- Four Flies on Grey Velvet (1971)
- The Five Days of Milan (1973)
- Deep Red (1975)
- Suspiria (1977)
- Inferno (1980)
- Tenebrae (1982)
- Phenomena (1985)
- Opera (1987)
- Two Evil Eyes (1990) - segment The Black Cat
- Trauma (1993)
- The Stendhal Syndrome (1996)
- Il fantasma dell'opera (1998)
- Sleepless (2001)
- The Card Player (2004)
- Mother of Tears (2007)
- Giallo (2009)
- Dracula 3D (2012)
- Occhiali Neri (2022)

### Acteur

#### In eigen films (meestal niet gecrediteerd en alleen de stem)
- 1970 - L'uccello dalle piume di cristallo
- 1971 - Il gatto a nove code
- 1975 - Profondo rosso
- 1977 - Suspiria
- 1980 - Inferno
- 1982 - Tenebre
- 1985 - Phenomena
- 1987 - Opera

#### In andermans films
- 1966 - Scusi, lei è favorevole o contrario? (Alberto Sordi)
- 1992 - Innocent Blood (John Landis)
- 1996 - Il cielo è sempre più blu (Antonello Grimaldi)
- 2005 - Hanging Shadows - Perspective on Italian Horror Cinema (documentaire, Paolo Fazzini)
- 2009 - Dante's inferno documented
- 2012 - Tutti pazzi per amore (tweede seizoen, afleveringen 24-25)
- 2020 - Alida (Mimmo Verdesca)
- 2021 - Vortex (Gaspar Noé)

### Televisie
- 1973 - Door into Darkness (episodes Il tram en Testimone oculare)
- 1987 - Turno di Notte
- 2005 - Do You Like Hitchcock? (televisiefilm)
- 2005-2006 - Masters of Horror (films Jenifer en Pelts'

## Publicaties
- Intervista a Dario Argento: L'occhio che uccide (1996), Scientifiche Italiane.
- Paura (2014), Einaudi. Vertaling in Engels als FEAR: The Autobiography of Dario Argento (2019), Fab Press
- Horror. Storie di sangue, spiriti e segreti (2018), Mondadori.

## Over Argento en zijn films
- Alan Jones - Profondo Argento: The Man, The Myths & The Magic (2005), Fab Press.
- James Gracey - Dario Argento (2010), Kamera.
- Maitland McDonagh - Broken Mirrors/Broken Minds. The Dark Dreams of Dario Argento (2010), University of Minnesota Press.
- Louis Paul - Italian Horror Film Directors (2010), Mcfarland & Co.
- Derek Botelho - The Argento Syndrome (2014), Bearmanor Media.
- Troy Howarth - MURDER BY DESIGN: The Unsane Cinema of Dario Argento (2020), Midnight Marquee Press

### Documentaires
- 1985 - Dario Argento's World of Horror (Michele Soavi)
- 1991 - Dario Argento: Master of Horror (Luigi Cozzi)
- 2000 - Dario Argento: An Eye for Horror (Leon Ferguson)

- Biblioteca Nacional de España: XX898338
- Bibliothèque nationale de France: cb12091950k (data)
- Catàleg d'autoritats de noms i títols de Catalunya: 981058511497206706
- Gemeinsame Normdatei: 119477572
- International Standard Name Identifier: 0000 0001 1691 8199
- Library of Congress Control Number: n83033492
- MusicBrainz: a0ff178d-4af6-4a16-a4eb-b30fb02484d7
- Bibliotheek van het Japanse parlement: 00431680
- Nationale Bibliotheek van Tsjechië: xx0060008
- Nationale Bibliotheek van Israël: 987007349767905171
- Nationale Bibliotheek van Polen: a0000001284474
- Nederlandse Thesaurus van Auteursnamen: 134767659
- Istituto Centrale per il Catalogo Unico: SBLV089502
- SNAC: w6zf0wvz
- Système universitaire de documentation: 050277227
- Trove: 958095
- Virtual International Authority File: 100276085
- WorldCat: E39PBJyrPxXTtQmWVRVVPrv8md